# Acción de Ochagavía
La Acción de Ochagavía fue el primer choque de entidad producido entre tropas gubernamentales del bando pipiolo o liberal, y las del bando pelucón o conservador, acaecida durante la guerra civil de 1829-1830. 

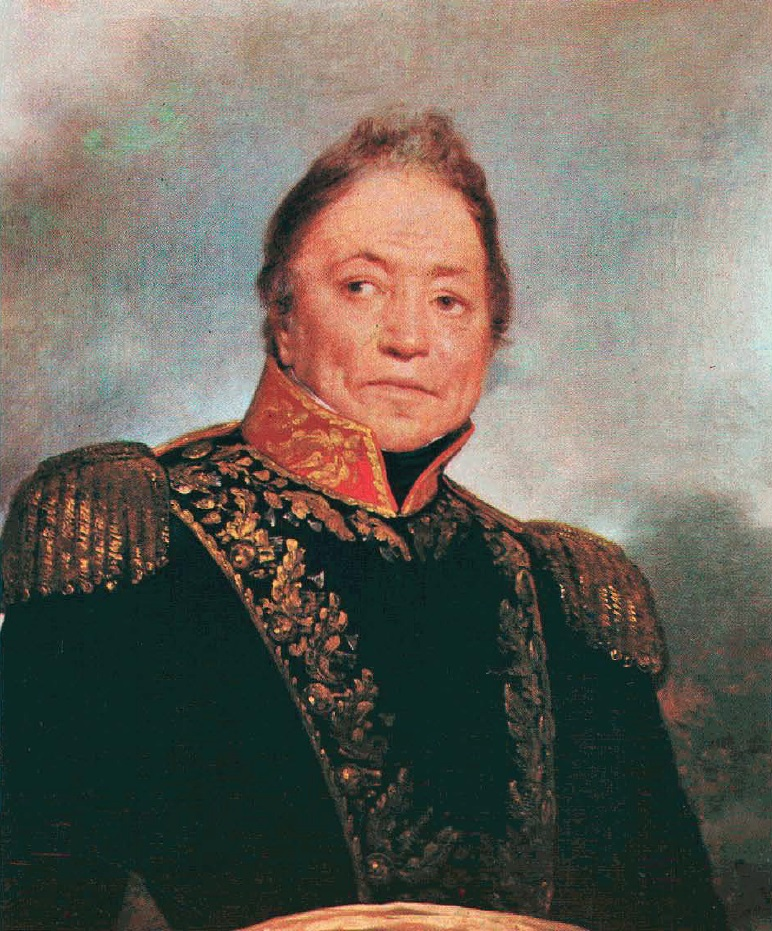
Retrato del general Francisco de la Lastra.

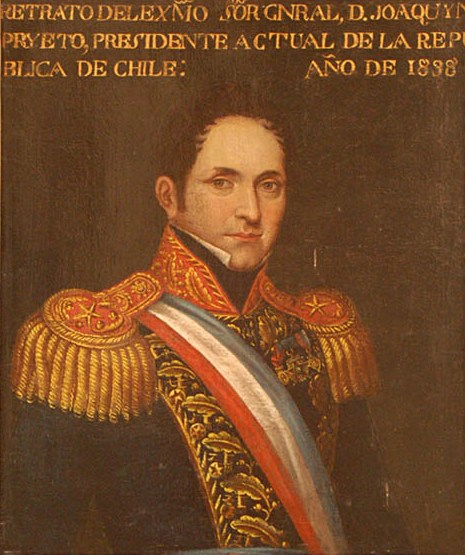
Retrato del general Joaquín Prieto.

Los contendientes eran las fuerzas revolucionarias al mando del general José Joaquín Prieto y las tropas del gobierno al mando del general Francisco de la Lastra.
Prieto avanzó con su ejército libertador hasta la chacra de Ochagavía, a 5 kilómetros al sur de Santiago. Contaba este ejército con el regimiento de infantería Carampangue, un pelotón de artilleros con dos cañones, unos centenares de milicianos, el batallón Valdivia y la caballería al mando del coronel Manuel Bulnes.
El 14 de diciembre de 1829 De la Lastra desplazó sus fuerzas hacia el campamento de Prieto. Inició el combate el batallón constitucional Pudeto contra el ala izquierda del ejército revolucionario. Lo despojó de su posición en la chacra Ochagavía y después de larga lucha se replegó hasta San Bernardo parapetándose tras unas tapias.
Entretanto, la artillería de De la Lastra se vio atacada por la caballería de Bulnes. De la Lastra mandó en su auxilio a su caballería la que atacó con tal ímpetu al adversario, que lo dispersó.
La infantería de Prieto era acosada por los soldados del batallón Chacabuco y el Concepción, con carácter de sorpresa.
La división rebelde de Aconcagua quedó aislada, imposibilitada de seguir resistiendo. Los jefes del ejército constitucional ordenaron suspender el fuego.
Obtenida la rendición y entregadas las armas, las tropas de Prieto recibieron orden de dispersarse. Igual que el Aconcagua, el Carampangue también se rindió.
José Rodríguez Aldea, sabedor de la magnanimidad de De la Lastra, tramó un plan con Prieto. Se trató de convidar a De la Lastra y a los coroneles Benjamín Viel y Godoy a reunirse en las casas de la chacra Ochagavía.
Estos accedieron, pero una vez adentro los vencedores fueron rodeados por oficiales de Prieto y les pidieron sus espadas, haciéndoles saber que estaban prisioneros.
Dado este paso, se procedió a mandar un oficial a buscar a Guillermo Tupper, quien sospechando algo respondió que si sus jefes no volvían inmediatamente, arrasaría las casas de la chacra.
Prieto, viendo burlado su plan, no tuvo más remedio que devolver las espadas a los militares y, pidiéndoles excusas, los dejó en libertad después de firmar un armisticio de 24 horas para acordar, el 16 de diciembre, el Pacto de Ochagavía.
Por este, el general Ramón Freire recibió la Jefatura de Gobierno y el mando del Ejército. En paralelo, se nombró una Junta de Gobierno Provisional, entre otras medidas.